# Francesco Giordani (chimico)
Francesco Giordani (Napoli, 1896 – Napoli, 24 gennaio 1961) è stato un chimico italiano.

## Biografia
Nato a Napoli il 5 luglio 1896, dimostrò precocemente l'interesse per le scienze, al punto da pubblicare subito dopo il conseguimento della maturità classica (1914) una nota su dei problemi di aerodinamica (Bollettino della Società dei naturalisti di Napoli).
Nel 1918 si laureò in Scienze chimiche presso l'Università di Napoli dove ebbe come maestri Michele Cantone, Agostino Oglialoro Todaro e Maria Bakunin di cui fu assistente. Dopo la laurea si interessò prevalentemente all'elettrochimica, occupandosi tanto degli aspetti teorici quanto delle potenziali applicazioni pratiche.
Nel 1928 divenne ordinario di elettrochimica nella Scuola d'Ingegneria di Napoli, assumendo nel 1932 la direzione dell'istituto chimico, incarico che tenne fino alla morte, succeduto dall'allievo Mario Maria Jacopetti. Nel 1930 fu nominato membro dell'Accademia d'Italia e, successivamente, socio nazionale della ricostituita Accademia dei Lincei, della quale sarà presidente dal 1958 al 1961.
Nel 1939 fu nominato da Mussolini presidente dell'IRI, dove restò fino al 1943.
Presidente del Consiglio Nazionale delle Ricerche nel periodo 1943-1944 e, per una seconda volta, dal 1956 al 1960, nel 1952 fu chiamato a dirigere il neocostituito Comitato Nazionale per le Ricerche Nucleari. Dimessosi nel 1956 dopo aver avviato il progetto per un centro di studi nucleari presso Ispra, negli anni 1956-57 fu uno dei "tre saggi" (assieme a Louis Armand e Franz Etzel) designati per la stesura del progetto Euratom.
Morì a Napoli il 24 gennaio 1961.
È ricordato principalmente come l'autore della teoria degli elettrolizzatori a diaframma e circolazione per cloruri alcalini.